# Martin Marsick

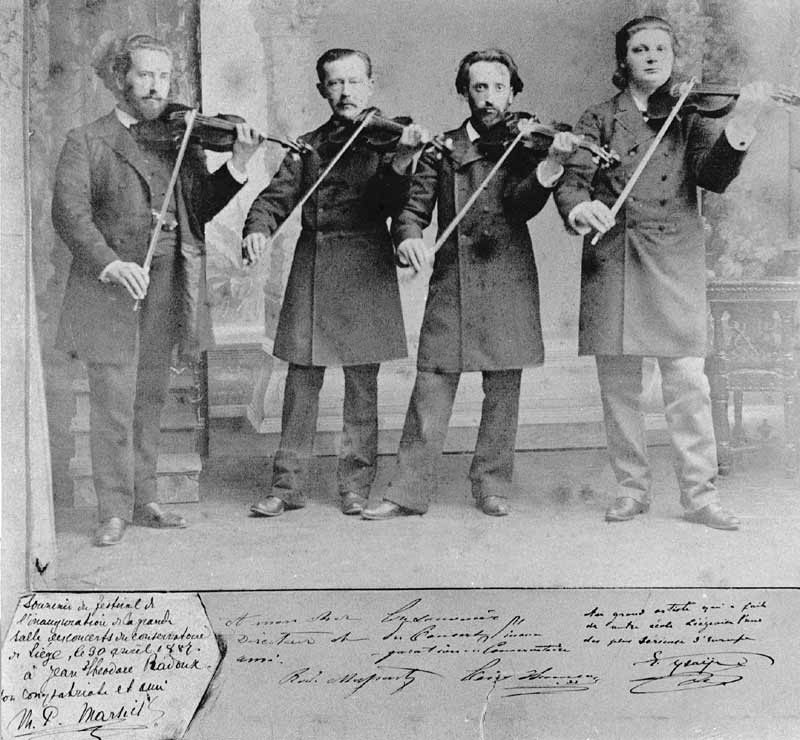
Martin-Pierre Marsick (2e van links) met v.l.n.r. Rodolphe Massart, César Thomson en Eugène Ysaÿe (1887).

Martin Pierre Joseph (Martin ook wel Martin-Pierre) Marsick (Jupille-sur-Meuse, 9 maart 1847 – Parijs, 21 oktober 1924) was een Belgisch violist en componist. Hij was een belangrijke vertegenwoordiger van de Luikse vioolschool, waartoe ook Hubert Léonard, Henri Vieuxtemps, Eugène Ysaÿe, Rodolphe Massart en César Thomson behoorden.

## Leven
Hij was zoon van Pierre Joseph Marsick en Anne Marie Bevers. Broer Louis François Marsick was "professeur du musique" en diens zoon Armand Marsick violist.
Marsick kreeg zijn opleiding van 1854 tot 1863 aan het Koninklijk Conservatorium in Luik; zijn vioolleraar was Désiré Heynberg. Hij zette zijn studie voort in Brussel bij Hubert Léonard. Vanaf 1868 kreeg hij enige tijd les van Rodolphe Massart aan het Conservatoire de Paris, waar hij de eerste prijs behaalde. Door de daaruit volgende beurs kon hij studeren bij Joseph Joachim in Berlijn. In zijn jonge jaren was hij wel eens in Nederland voor concerten in Diligentia en Felix Meritis. Tussen 1875 en 1895 werkte hij als vioolsolist met de Parijse orkesten van Charles Lamoureux, Jules Pasdeloup en Édouard Colonne. Hij was tevens musicus in het in 1871 opgerichte Société nationale de musique, maar richtte zelf ook een strijkkwartet op, het Quatuor Marsick. Binnen het genre kamermuziek trad hij op met onder anderen Joseph Joachim, cellist Anatoli Brandukow en pianist Wladimir von Pachmann. Vanaf 1892 tot 1900 was hij professor aan het genoemde conservatorium van Parijs. Onder zijn leerlingen bevonden zich violisten als Carl Flesch, Jacques Thibaud en George Enescu. Ondertussen bleef hij soleren op concertreizen die hem in 1896 tot in de Verenigde Staten brachten. Als "professeur du musique" bracht hij zichzelf ten val door een privéschandaal. Hij vertrok met een geliefde naar de Verenigde Staten, maar keerde later terug.
Hij was promotor van werken van Henri Vieuxtemps en Henryk Wieniawski. Camille Saint-Saëns (Vioolsonate nr. 1) en Edouard Lalo (Guitare) droegen werken aan hem op. Marsick bespeelde een Stradivariusviool, die de naam Ex Marsick kreeg. David Oistrach speelde er enige tijd op.
In vrijwel alle muziek die hij componeerde staat de viool centraal, met als uitzondering de opera Le Puits (ca. 1900), die nooit werd opgevoerd. Hij schreef drie vioolconcerten en een behoorlijk aantal werkjes voor viool en piano. Hij schreef zijn Souvenir de Naples voor twee violen, altviool, cello, contrabas, dwarsfluit en klarinet. Hij maakte voorts transcripties van werken van componisten als Edvard Grieg. Opnamen van zijn Deux morceaux opus 6 uit 1904/1905 zijn bewaard gebleven in een uitvoering door Jacques Thibaud met een anonieme studiopianist.
Neef Armand gaf in juni 1933 leiding aan een herdenkingsconcert, waarbij tevens een plaquette werd bevestigd aan zijn geboortehuis (3 rue Lassaux in Jupille-sur-Meuse, in 1977 als gemeente gefuseerd met Luik).